# Żetysu-Sungkar Kaskeleng
Żetysu-Sungkar Kaskeleng (kaz. Жетысу-Сұңқар Футбол Клубы) – kazachski klub piłkarski, od 2013 roku grający w Byrynszy liga, mający siedzibę w mieście Kaskeleng, w obwodzie ałmackim.

## Historia
Chronologia nazw:
- 2003: Karasaj Sarbazdary FK (kaz. Қарасай Сарбаздары)
- 2009: Sungkar FK (kaz. Сұңқар ФК)
- 2014: Żetysu-Sungkar FK (kaz. Жетысу-Сұңқар ФК)

Klub został założony w końcu 2003 roku jako Karasaj Sarbazdary. W 2004 roku startował w pierwszej lidze (D2). Na początku 2009 klub zmienił nazwę na Sungkar (kaz. cұңқар - sokół). Po sześciu sezonach zespół zajął pierwsze miejsce i po raz pierwszy zdobył awans do Priemjer-Ligi. Debiutancki sezon 2012 w najwyższej lidze był nieudany. 13 lokata spowodowała powrót do pierwszej ligi. W 2014 przyjął nazwę Żetysu-Sungkar.

## Sukcesy

### Trofea międzynarodowe
Nie uczestniczył w rozgrywkach europejskich (stan na 31-05-2012).

### Trofea krajowe
| \| \| Zdobyte trofea w rozgrywkach Kazachstanu (stan na: 31-05-2012) \| |                                                                |      |          |
| Rozgrywki                                                               | Osiągnięcie                                                    | Razy | Sezon(y) |
| Mistrzostwo                                                             | I miejsce                                                      | 0    |          |
| Mistrzostwo                                                             | II miejsce                                                     | 0    |          |
| Mistrzostwo                                                             | III miejsce                                                    | 0    |          |
| Mistrzostwo                                                             | 13 miejsce                                                     | 1    | 2012     |
| Puchar                                                                  | zdobywca                                                       | 0    |          |
| Puchar                                                                  | finalista                                                      | 0    |          |
| Puchar                                                                  | 1/4 finału                                                     | 1    | 2011     |
| II liga                                                                 | I miejsce                                                      | 1    | 2012     |
| II liga                                                                 | II miejsce                                                     | 1    | 2004     |
| II liga                                                                 | III miejsce                                                    | 1    | 2010     |
| Kazachstan                                                              | Zdobyte trofea w rozgrywkach Kazachstanu (stan na: 31-05-2012) |      |          |

## Stadion
Klub rozgrywa swoje mecze domowe na stadionie Täuełsyzdyk 10 żyłdygy w Kaskeleng, który może pomieścić 2500 widzów oraz na stadionie Dynamo w Ałmaty, który może pomieścić 3000 widzów.